# Geronzio (nome)
Geronzio  è un nome proprio di persona italiano maschile.

## Varianti
- Maschili: Geronte[1]

### Varianti in altre lingue
- Francese: Géronte
- Gallese: Geraint[2][3]
- Latino: Gerontius[2][3], Geruntius[1], Gerontes[1][4]
- Polacco: Geroncjusz, Gerontiusz, Geronty
- Russo: Геронтий (Gerontij)
- Spagnolo: Geroncio

## Origine e diffusione
Deriva dal tardo nome latino Gerontius, che potrebbe forse essere basato sul termine greco antico γερων (geron), cioè "uomo vecchio"; da tale termine derivano anche i nomi Calogero e Gerasimo.
La forma gallese, Geraint, è portata da uno dei Cavalieri della Tavola rotonda, sir Geraint.

## Onomastico
L'onomastico può essere festeggiato in memoria di diversi santi, alle date seguenti:
- 19 gennaio, san Geronzio, martire con altri compagni in Africa[4]
- 5 maggio, san Geronzio di Milano, vescovo[4][6]
- 9 maggio, san Geronzio di Cervia, vescovo[4][6]
- 25 agosto, san Geronzio, vescovo di Santiponce[4][6]

## Persone
- Geronzio, generale romano
- Geronzio, scrittore e arcivescovo ortodosso russo, metropolita di Mosca
- Geronzio di Cervia, vescovo e santo italiano
- Geronzio di Milano, arcivescovo e santo italiano
- Geronzio di Italica, vescovo e santo spagnolo

### Variante Geraint
- Geraint di Dumnonia, sovrano di Dumnonia
- Geraint Thomas, pistard e ciclista su strada britannico
- Geraint Wyn Davies, attore, regista e produttore televisivo britannico naturalizzato statunitense

## Il nome nelle arti
- Gerontius Tuc è un personaggio dell'universo fantasy di Arda, creato da J. R. R. Tolkien.